# TANS

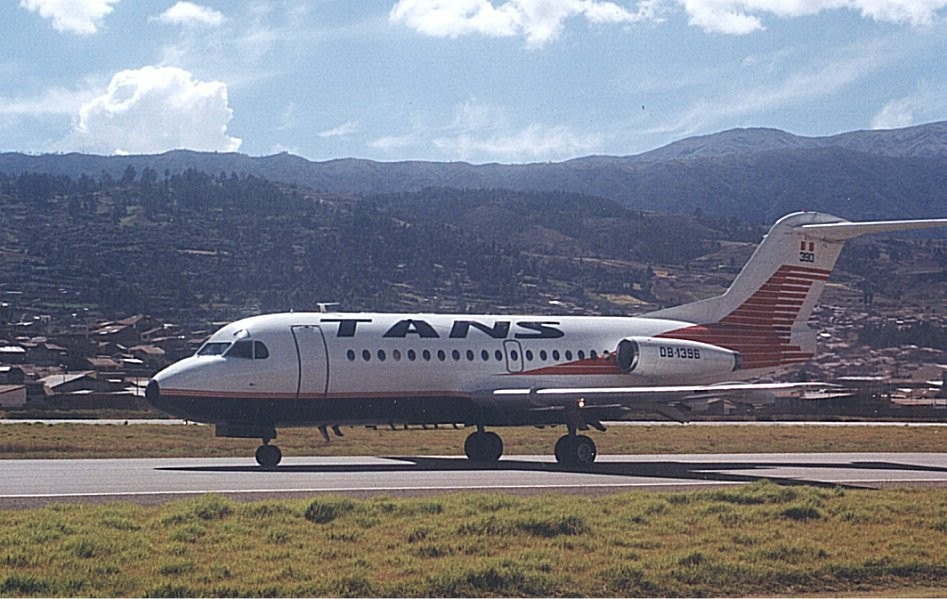
Fokker F-28 de la compagnie TANS

TANS (acronyme de Transportes Aereos Nacionales de Selva, aerolínea TANS Perú) était une compagnie aérienne péruvienne (code AITA : TJ).
Née en 1963, ses activités étaient limitées à la seule zone de la forêt amazonienne (Selva) du Pérou, sous contrôle militaire. Par la loi n° 26917, promulguée le 20 janvier 1998 (confirmée par un décret du 19 juin 1998), ses activités ont été étendues à tout le territoire national. Elle s'auto-gère et n'a obtenu aucune subvention de la République péruvienne de 1998 à 2004.
La compagnie disparait après que le gouvernement péruvien a suspendu son autorisation en janvier 2006.

## Accidents
Le 9 janvier 2003, le Fokker F28 assurant le vol TANS Perú 222 s'écrase sur le flanc d'une colline, près de Chachapoyas, alors qu'il s'apprêtait à atterrir. Aucun des 46 passagers et membres d'équipage à bord de l'avion ne survit au crash. 
Dans la jungle péruvienne, près de Pucallpa, par mauvais temps, le crash du Vol 204 TANS Lima-Pucallpa-Iquitos, le 23 août 2005, a provoqué la mort de 41 personnes dont les trois pilotes et copilotes, sur 98 passagers au total, le Boeing 737 s'étant coupé en deux lors de la tentative d'atterrissage d'urgence.